# Paul Gerhard Zeidler
Paul Gerhard Zeidler (* 11. August 1879 in Meißen; † 14. Juli 1947 in Berlin) war ein deutscher Schriftsteller.

## Werke
- Elisabeth von Platen, Berlin 1921

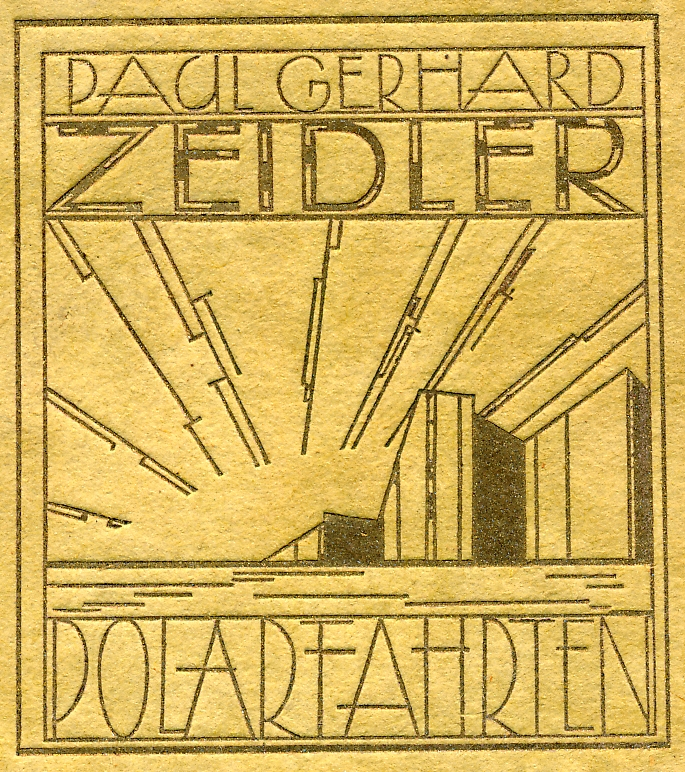
Prägung auf dem Bucheinband Polarfahrten, Berlin 1927

- Elisabeth, Kaiserin von Österreich, Königin von Ungarn, die Leidgekrönte, Berlin 1923
- Die Unehelichen, Oranienburg 1926
- Bianca Capello, die Zauberin von Venedig, Berlin-Schöneberg 1927
- Die großen Diebe, Wittenberg 1927 (zusammen mit Alfred Semerau)
- Polarfahrten, Berlin 1927
- Der gestürzte Götze, Berlin 1928
- Die großen Kämpfer, Wittenberg, Bez. Halle 1928 (zusammen mit Alfred Semerau)
- Die großen Maitressen, Wittenberg, Bez. Halle 1928 (zusammen mit Alfred Semerau)
- Katharina der Große, historischer Roman. Peter J.Oestergaard Verlag, Berlin-Schöneberg 1929
- Ignez de Castro, Berlin-Schöneberg 1931
- Helden im ewigen Eis, Leipzig 1935
- Durch Wüstensand und Sonnenbrand, Berlin 1936
- Yorck von Wartenburg, preußischer Feldmarschall, Berlin-Schöneberg 1936
- Grosse Soldaten : Charakterbilder berühmter deutscher Heerführer, Organisatoren, Strategen und Taktiker, 1937 (2 Bände)
- Blauer Dunst macht Weltgeschichte, Leipzig 1939 (zusammen mit Arthur-Heinz Lehmann)
- Francesco Crispi, der Advokat Italiens, Berlin 1939
- Auf goldener Schaukel, Berlin 1940
- Jakob Fugger der Reiche, Dresden 1943
- Wilhelm Conrad Röntgen, Berlin [u. a.] 1947

## Herausgeberschaft
- Allen Gewalten zum Trotz, Berlin 1937
- Windstärke 9, Segel fest!, Berlin 1940

## Übersetzungen
- Petr K. Kozlov: Mongolei, Amdo und die Tote Stadt Chara-Choto, Berlin 1925 (übersetzt zusammen mit Leonid Breitfuß)

| Personendaten    | Personendaten            |
| ---------------- | ------------------------ |
| NAME             | Zeidler, Paul Gerhard    |
| KURZBESCHREIBUNG | deutscher Schriftsteller |
| GEBURTSDATUM     | 11. August 1879          |
| GEBURTSORT       | Meißen                   |
| STERBEDATUM      | 14. Juli 1947            |
| STERBEORT        | Berlin                   |